# Popoli
Popoli – miejscowość i gmina we Włoszech, w regionie Abruzja, w prowincji Pescara, położona nad rzeką Pescarą.
Według danych na rok 2004 gminę zamieszkiwało 5560 osób, 163,5 os./km².
Miastem partnerskim jest Ozorków.

## Historia
Chociaż miejsce to nie ujawnia znaczącej rzymskiej obecności, pojawia się w dziewiąto-wiecznym dokumencie jako borgo di Pagus Fabianus. Jego nazwa w średniowiecznej łacinie brzmiała Castrum Properi ("Twierdza Waystation"), która to nazwa została zarejestrowana już w 1016 roku jako własność Girardo, syna Roccone. Zamek nad miastem został zbudowany w latach 1000-1015 dla Tidolfo, biskupa Valvy. W 1269 roku władca Karol I Andegaweński z Neapolu nadał Popoli jako lenno rodzinie Cantelmo, która utrzymywała go, z tytułem książęcym, do 1749 roku. Lenno przeszło w ręce Leonarda di Tocco, księcia Montemiletto, i jego spadkobierców, aż do momentu zniesienia feudalności w Regnie w 1806 roku.
Miasto było dwukrotnie bombardowane podczas II wojny światowej przez Królewskie Siły Powietrzne. W dniu 20 stycznia 1944 r. został zniszczony najważniejszy most w regionie, most "Juliusz Cezar" łączący Rzym z Pescarą. W dniu 22 marca 1944 r. w południe centrum miasta i ratusz zostały zniszczone w wyniku znacznego bombardowania przez Brytyjczyków. Niestety, był to dzień, w którym w ratuszu rozdawano w mieście racje żywnościowe, przez co w mieście utworzyły się długie kolejki kobiet i dzieci; wiele z tych osób zginęło lub zostało rannych. Dzień ten do dziś pamiętany jest z żalem przez mieszkańców miasta.

### Honory
Po II wojnie światowej Republika Włoska przyznała miastu Popoli "Srebrny Medal Zasługi Cywilnej" (Medaglia d'argento al merito civile).
"Ośrodek kluczowy, zajęty przez wojska niemieckie dzień po zawieszeniu broni, został poddany powtarzającym się i gwałtownym bombardowaniom, które spowodowały śmierć dziewięćdziesięciu jeden osób cywilnych i zniszczenie prawie całej własności publicznej. Cała ludność wiedziała, jak godnie i odważnie reagować na okropności wojny i stawić czoła, wraz z przywróceniem pokoju, trudnym pracom odbudowy moralnej i materialnej" - Popoli (PE), 1943-1944.

## Atrakcje turystyczne
Miasto i okolice mają kilka interesujących obiektów:
- Tawerna Ducale(inne języki) z połowy XIV wieku należy do najpiękniejszych świeckich budowli średniowiecznych w Abruzji.
- Torre de' Passeri
- Opactwo San Clemente a Casauria(inne języki) (XII w.)
- Kościół San Francesco, został założony w XV wieku.
- Kościół Santissima Trinità (1562) z ołtarzem i drewnianym chórem z 1745 r.
- Obszar wokół źródeł, które są źródłem rzeki Aterno, jest obszarem chronionym w regionie.
- Ruiny zamku nad Popoli(inne języki)

## Festiwale
Główna uroczystość jest w sierpniu. Historyczna parada z ludźmi ubranymi w kostiumy odbywa się z okazji wydarzenia historycznego miasta (1495 r.). Po paradzie odbywa się jarmark, zwany "Certamen de la Balestra". Siła i umiejętności są niezbędne, aby ochotnik mógł zdobyć Certamenów lub nagrodę główną.

## Znane osobistości
Generał Corradino D'Ascanio - urodzony w Popoli, włoski inżynier aeronautyczny